# Militia Dei
A bula Militia Dei, do latim "Soldados de Deus", foi promulgada pelo Papa Eugênio III em de 7 de abril de 1145 com o objetivo de consolidar os privilégios da Ordem do Templários consolidando sua independência em relação ao clero secular. Nela, a Ordem recebe o direito de cobrar impostos, enterrar seus mortos em seus próprios cemitérios e possuir suas próprias igrejas. 
Juntamente com as bulas Omne Datum Optimum e Milites Templi, constitui a base legal para a formação da Ordem.